# Hergest Ridge (album)
Hergest Ridge este al doilea album al lui Mike Oldfield, lansat în 1974 prin Virgin Records. 
Lui Oldfield nu i-a priit atenția publicului după succesul avut cu Tubular Bells și s-a retras la țară pentru a lucra la următorul album. Rezultatul a fost Hergest Ridge, numit după dealul de la granița Herefordshireului cu Țara Galilor, aproape de unde muzicianul locuia la acea vreme. 
Hergest Ridge a intrat pe primul loc în topuri, pentru a fi depășit în scurt timp de predecesorul său Tubular Bells. Oldfield este, astfel, unul dintre cei doar trei artiști (alături de The Beatles și Bob Dylan) care s-au întrecut pe ei înșiși într-o astfel de manieră. 
Albumul a fost reeditat cu material bonus în iunie 2010. 

## Tracklist
1. "Hergest Ridge, Part 1" (21:29)
2. "Hergest Ridge, Part 2" (18:45)

- Ambele compoziții au fost scrise și compuse de Mike Oldfield.

## Single
- "Hergest Ridge" (1974)